# Модель авторегрессии и распределённого лага
Модель авторегрессии и распределённого лага (ADL-модель, англ. autoregressive distributed lags) — модель временного ряда, в которой текущие значения ряда зависят как от прошлых значений этого ряда, так и от текущих и прошлых значений других временных рядов. Модель {\displaystyle ADL(p,q)} с одной экзогенной переменной имеет вид:
{\displaystyle y_{t}=a_{0}+\sum _{i=1}^{p}a_{i}y_{t-i}+\sum _{j=0}^{q}b_{j}x_{t-j}+\varepsilon _{t}}
Модель {\displaystyle ADL(p,0)} — это модель авторегрессии AR(p) (в общем случае, возможно с экзогенной переменной без лагов), а модель {\displaystyle ADL(0,q)} — это модель распределённого лага {\displaystyle DL(q)}.
Модель обобщается на случай нескольких экзогенных переменных {\displaystyle x}. В этом случае возможно обозначение модели {\displaystyle ADL(p,q_{1},q_{2},\dots ,q_{k})}, где {\displaystyle k} — количество экзогенных переменных, {\displaystyle q_{i}}-количество лагов {\displaystyle i}-ой переменной, входящих в модель. В общем случае, можно считать, что все экзогенные переменные включены в модель с одинаковым количеством лагов, а исключение какого-либо лага некоторых переменных означает лишь ограничение на модель. Поэтому иногда используют обозначение {\displaystyle ADL(p,q;k)}, {\displaystyle k} — количество экзогенных переменных, {\displaystyle q} — количество лагов. Наложение ограничений на коэффициенты этой модели приводит к тем или иным вариациям. В таком обозначении, классическая модель {\displaystyle ADL(p,q)} будет обозначаться как {\displaystyle ADL(p,q;1)}.
На практике для оценки подобных моделей часто используют методологию Бокса-Дженкинса для оценки авторегрессии и специальные приёмы для упрощения оценки распределённого лага

## Операторное представление
С помощью лагового оператора {\displaystyle L:~Lx_{t}=x_{t-1}} модели авторегрессии и распределённого лага можно записать следующим образом:
{\displaystyle y_{t}=a_{0}+(\sum _{i=1}^{p}a_{i}L^{i})y_{t}+(\sum _{j=0}^{q}b_{j}L^{j})x_{t}+\varepsilon _{t}}
Или в сокращённой форме:
{\displaystyle a(L)y_{t}=a_{0}+b(L)x_{t}+\varepsilon _{t},~~a(L)=1-(\sum _{i=1}^{p}a_{i}L^{i}),~~b(L)=(\sum _{j=0}^{q}b_{j}L^{j})}
Если корни характеристического авторегрессионного полинома {\displaystyle a(z)} лежат вне единичного круга (в комплексной плоскости), то ADL-модель можно представить в виде модели бесконечного распределённого лага:
{\displaystyle y_{t}={\frac {a_{0}}{a(L)}}+{\frac {b(L)}{a(L)}}x_{t}+\varepsilon _{t}}
Если в это выражение подставить вместо лагового оператора {\displaystyle L} значение 1, получим модель долгосрочной зависимости между переменными {\displaystyle y} и {\displaystyle x}:
{\displaystyle y_{t}^{*}={\frac {a_{0}}{a(1)}}+{\frac {b(1)}{a(1)}}x_{t}^{*}+\varepsilon _{t}={\frac {a_{0}}{1-\sum _{i=1}^{p}a_{i}}}+{\frac {\sum _{j=0}^{q}b_{j}}{1-\sum _{i=1}^{p}a_{i}}}x_{t}^{*}+\varepsilon _{t}}
Коэффициент при экзогенной переменной называется долгосрочным мультипликатором. Содержательная интерпретация этого следующая. Модели распределённого лага (DL-модели) позволяют учесть запаздывающее влияние факторов (наряду с текущим). Коэффициенты DL-модели {\displaystyle b_{j}} называют импульсными мультипликаторами. Они показывают влияние запаздыванием на {\displaystyle j} периодов на эндогенную переменную. Однако в каждый момент времени оказывают влияние несколько лаговых значений фактора, поэтому в долгосрочной перспективе коэффициент влияния фактора (долгосрочный мультипликатор) равен сумме импульсных мультипликаторов. Добавление к модели распределённого лага авторегрессионной части позволяет учесть кроме прямого влияния и опосредованное — через влияние прошлых значений зависимой переменной на её же будущие значения. Знаменатель в формуле долгосрочного мультипликатора и учитывает авторегрессионное увеличение мультипликативного эффекта.
Исходя из наличия долгосрочной модели модель ADL можно представить в несколько ином виде — в ECM-представлении (англ. error correction model — модель коррекции ошибок):
{\displaystyle \triangle y_{t}=\sum _{i=1}^{p-1}\alpha _{i}\triangle y_{t-i}+\sum _{j=0}^{q-1}\beta _{j}\triangle x_{t-j}-a(1)(y_{t-1}-{\frac {a_{0}}{a(1)}}-{\frac {b(1)}{a(1)}}x_{t-1})+\varepsilon _{t}}
Выражение в скобках отражает отклонение от долгосрочной зависимости в предыдущий момент времени. Остальная часть уравнения отражает краткосрочную зависимость. Таким образом, в таком представлении видно, что краткосрочная динамика корректируется в зависимости от степени отклонения от долгосрочной.

## Пример
Рассмотрим модель {\displaystyle ADL(1,1)}:
{\displaystyle y_{t}=a_{0}+a_{1}y_{t-1}+b_{0}x_{t}+b_{1}x_{t-1}+\varepsilon _{t}}
ECM-представление данной модели имеет вид:
{\displaystyle \triangle y_{t}=b_{0}\triangle x_{t}+(1-a_{1})(y_{t-1}-{\frac {a_{0}}{1-a_{1}}}-{\frac {b_{0}+b_{1}}{1-a_{1}}}x_{t-1})+\varepsilon _{t}}
Таким образом краткосрочная зависимость выражается коэффициентом {\displaystyle b_{0}} реакции на изменение фактора по сравнению с прошлым периодом. Однако, такая реакция корректируется в зависимости от отклонения от долгосрочной зависимости между переменными. Долгосрочный мультипликатор в данном случае равен {\displaystyle (b_{0}+b_{1})/(1-a_{1})}